# Ramble Tamble
Ramble Tamble es un sencillo y el primer sencillo del quinto álbum de estudio titulado: Cosmo's Factory de la banda estadounidense de rock Creedence Clearwater Revival. Fue publicado el 16 de julio de 1970. Es uno de los sencillos más conocidos de este álbum y es considerada como uno de los mejores sencillos del grupo, pero que también mantienen un estatus de culto. [cita requerida] El sencillo cuenta con varias composiciones obtenidas del mismo sencillo del grupo titulado Commotion, de su tercer álbum de estudio: Green River. [cita requerida] La canción trata de la manera de vivir en los Estados Unidos, y es una crítica constructiva de ella.
El sencillo es de larga duración pero conteniendo muchas estructuras distintas de las que tradicionalmente el grupo tiene en su sonido sureño, incluyendo elementos del rock progresivo, hard rock, rock psicodélico, space rock, garage rock, swamp rock y rockabilly.
El sencillo se ha incluido en numerosos álbumes recopilatorios del mismo grupo.

## Recepción
- El periodista estadounidense: Steven Hyden mencionó diciendo que el sencillo es considerado como "la mayor canción roquera de todos los tiempos" [1]
- El crítico del sitio de música: Allmusic: Stephen Thomas Erlewine mencionó sobre el sencillo comentando que le parece "claustrofóbico, roquero paranoico" cuya larga sección instrumental "era dramática y tenía una dirección", a diferencia de otras.[2]
- Brett Milano del sitio udiscovermusic.com calificó el sencillo de Fogerty como uno de los 100 mejores solos de la música de todos los tiempos mencionando que "se volcó en la tensión y la distorsión, ofreciendo un sonido monstruoso desde los profundos pantanos" [3]